# Teucholabis rubroatra
Teucholabis rubroatra är en tvåvingeart som beskrevs av Alexander 1962. Teucholabis rubroatra ingår i släktet Teucholabis och familjen småharkrankar.
Artens utbredningsområde är Bolivia. Inga underarter finns listade i Catalogue of Life.